# رؤیاهای متفاوت
رؤیاهای متفاوت (انگلیسی: Different Dreams; کره‌ای: 이몽) یک مجموعهٔ تلویزیونی کره جنوبی سال ۲۰۱۹ با بازی لی یو وون، یو جی-ته، لیم جو-هوان و نام گیو-ری است. این مجموعه از ۴ مه تا ۱۳ ژوئیه ۲۰۱۹، شنبه‌ها از ساعت ۲۰:۴۵ تا ۲۳:۱۰ (کی‌اس‌تی) از ام‌بی‌سی پخش شد.
رؤیاهای متفاوت برای بزرگداشت صدمین سالگرد جنبش اول مارس است که منجر به شکل‌گیری دولت در تبعید کره در سال ۱۹۱۹ شد.

## بازیگران

### اصلی
- لی یو وون در نقش لی یونگ جین (۳۶ سال)[۸]
- یو جی-ته در نقش کیم وون بونگ (۳۹ سال)[۹]
- لیم جو-هوان در نقش فوکودا (۳۲ سال)[۱۰]
- نام گیو-ری در نقش میکی (۲۹ سال)[۱۱]